# Alchemilla micans
Alchemilla micans é uma espécie de rosácea do gênero Alchemilla, pertencente à família Rosaceae.